# Vila Arnošta Grossmanna
Vila Arnošta Grossmanna je rodinný dům, který stojí v Praze 5-Hlubočepích ve vilové čtvrti Barrandov v ulici Barrandovská.

## Historie
Vilu postavenou roku 1937 pro ředitele továrny na výrobu kyslíku a kyseliny uhličité v Hlubočepích Arnošta Grossmanna navrhl architekt František Albert Libra.

## Popis
Vila je postavena v svažitém terénu, který klesá jihovýchodně do údolí Vltavy. Stavba má proškrábané omítky a v suterénu zdivo lícové.
Vstupní průčelí na severozápadní straně má v přízemí dva vchody a v patře dvě obdélná, nestejně velká horizontální okna. Balkon na jihovýchodní straně je nesen dvěma sloupy a na jižní straně jej kryje luxferová stěna zasazená do betonového rámu. Pod přesahující střechou je v patře pět obdélných vertikálních francouzských oken s malými balkóny. Severovýchodní fasáda má v přízemí obdélné horizontální okno a přes několik podlaží vedené vertikální okno u schodiště. Jihozápadní fasáda má okna v nejnižším a prvním nadzemním podlaží.